# Tom Hardy
Edward Thomas "Tom" Hardy CBE (Hammersmith, Londres, 15 de setembro de 1977) é um ator, produtor e roteirista britânico conhecido pelos seus papéis em filmes como Inception, The Dark Knight Rises, Mad Max: Fury Road e Venom e também na série Peaky Blinders. Em 2016 foi indicado ao Óscar de melhor ator secundário pelo filme The Revenant.

## Início de vida
Edward Thomas Hardy, filho único, nasceu em Hammersmith, e cresceu em East Sheen, em Londres. Sua mãe, Elizabeth Anne (Barrett), é uma artista e pintora, cuja família era católica irlandesa. Seu pai, Edward "Chips" Hardy é um escritor de comédia. Hardy estudou em duas escolas particulares: na Reed's School e na Tower House School. Em 1998, venceu, aos 21 anos, o concurso The Big Breakfast's Find Me a Supermodel e foi contratado pela agência de modelos Models One. No mesmo ano conseguiu um lugar na Drama Centre London, onde também estudou o ator Michael Fassbender e teve Anthony Hopkins como mentor. No entanto, não chegou a terminar o curso de representação, uma vez que conseguiu um papel na série Band of Brothers.

## Carreira
Hardy começou sua carreira em dramas de guerra, ganhando o papel do soldado do Exército dos Estados Unidos John Janovec, na premiada minissérie da HBO e BBC Band of Brothers. Ele fez sua estreia no cinema no thriller de guerra de Ridley Scott, Black Hawk Down de 2001. Em 2003 conseguiu um papel de grande destaque a nível internacional ao interpretar o clone do capitão da USS Enterprise, Jean-Luc Picard, em Star Trek Nemesis.
No mesmo ano, foi premiado com o London Evening Standard Theatre Award de Melhor Ator em Ascensão pelo seu desempenho nas peças Blood e In Arabia We'd All Be Kings, apresentadas no Royal Court Theatre Downstairs e no Hampstead Theatre. A última peça valeu-lhe ainda uma nomeação para os prémios Olivier na categoria de Ator Mais Promissor.
Nos anos seguintes, Tom trabalhou maioritariamente com a BBC com papéis em projetos como o telefilme Sweeney Todd, a minissérie The Virgin Queen, onde interpretou o papel de Robert Dudley, um amigo de infância da rainha Isabel I da Inglaterra e o telefilme Stuart: a Life Backwards que protagonizou no papel de Stuart Shorter, um sem-abrigo sujeito a anos de abuso e que morreu de aparente suicídio. Este papel valeu-lhe uma nomeação para os BAFTA TV Awards.
Tom também teve pequenos papéis em filmes de relevo como Layer Cake, protagonizado por Daniel Craig, Marie Antoinette de Sofia Coppola, a comédia dramática Scenes of a Sexual Nature e o thriller Sucker Punch.
Em 2008 teve um papel de destaque no filme RocknRolla de Guy Ritchie e protagonizou o filme Bronson do realizador dinamarquês Nicolas Winding Refn. O filme baseia-se na história real de Charles Bronson, um prisioneiro britânico que passou a maioria da sua vida em prisão solitária. Tom ganhou quase 20 quilos de músculo para interpretar o papel e tornou-se amigo do verdadeiro Charles Bronson depois de o visitar várias vezes na prisão enquanto se preparava para o filme. O filme foi bem recebido pela crítica e Tom venceu o British Independent Film Award de Melhor Ator.
Em 2010, Tom Hardy atingiu a fama internacional com o seu papel de Eames no filme de ficção científica Inception de Christopher Nolan, um dos grandes sucessos de bilheteira e entre a crítica desse ano.
Em 2011, teve um papel de destaque no filme Tinker Tailor Soldier Spy, baseado no romance homónimo de John le Carré e onde contracenou com Gary Oldman, que Tom considera "o melhor ator de sempre" e um dos seus heróis. Protagonizou ainda o drama Warrior sobre dois irmãos separados que lutam um com o outro num campeonato de artes marciais mistas.  Ainda nesse ano, Hardy venceu o BAFTA na categoria "Estrela em Ascensão".
Foi confirmado em janeiro de 2011 como o vilão Bane de The Dark Knight Rises, o terceiro filme da saga Batman dirigido por Christopher Nolan e lançado em 20 de julho de 2012. Tom disse que não se sentia pressionado a fazer um vilão melhor que o Joker de Heath Ledger e que queria apenas fazer o seu trabalho. O filme foi um sucesso de bilheteira e o Bane de Tom Hardy foi elogiado pela crítica e pelo público, tornando-se numa das personagens mais populares da saga. Nesse ano, Tom protagonizou mais  dois filmes: This Means War, uma comédia de ação do realizador McG com Chris Pine e Reese Witherspoon no elenco; e Lawless, um filme de drama e crime passado na época da Grande Depressão com Shia LaBeouf e Jessica Chastain no elenco.

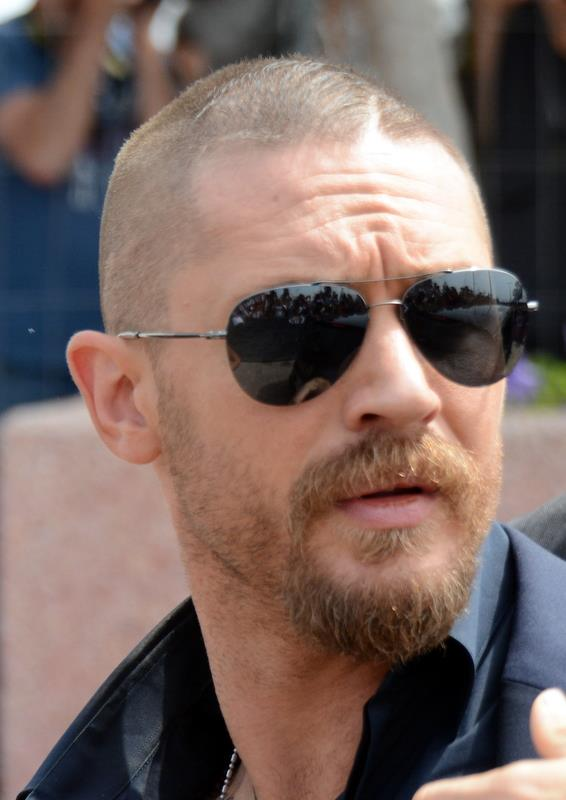
Tom Hardy na estreia de Mad Max: Fury Road no Festival de Cannes.

Em 2013 recebeu elogios da crítica pelo seu desempenho no filme Locke no papel de Ivan Locke, um homem de família dedicado que recebe uma chamada que desencadeia uma série de eventos que ameaçam a sua existência bem planeada na véspera do dia mais desafiante da sua carreira profissional. O papel valeu-lhe o seu segundo British Independent Film Award.
Em 2014 protagonizou o filme de crime The Drop e teve participações no papel de Alfie Solomons entre a segunda e a quinta temporada de Peaky Blinders. Sua atuação nesta série foi recebida positivamente pela crítica. O site Medium descreve Alfie Solomons como "o personagem que mais rouba a cena de todos os tempos", comentando que "Eu nunca entendi se Alfie foi feito para ser um vilão, um ator cômico ou uma mistura de ambos, mas nunca amei cada segundo do tempo de tela de alguém mais do que ele." Tom French, escrevendo para Den of Geek, elogia a estreia do personagem e escreve que complementa bem os outros: "Solomons é imediatamente envolvente, parecendo excêntrico, sádico e danificado de uma vez. A performance evoca elementos dos papéis de Hardy do passado, e o personagem se encaixa perfeitamente no mundo de Peaky Blinders." Um artigo no The Independent elogiou Tom Hardy, dizendo que "Tom Hardy tem um valor tão bom no espetáculo, tendo criado um de seus personagens de sentimento mais autêntico, apesar de mal estar nele".
2015 foi um ano de altos e baixos para o ator. Nesse ano estreou Child 44, um filme que segue a história de um oficial russo que investiga uma série de homicídios infantis na era do Stalinismo na Rússia. O filme foi um desastre de bilheteira e junto da crítica, não conseguindo mais do que 25% de críticas positivas no site Rotten Tomatoes. Tom conseguiu a honra duvidosa de receber uma nomeação para os prémios BARFTA (a resposta britânica aos Razzies) pelo seu desempenho no filme Legend, onde desempenha os papéis dos gémeos Reggie e Ronnie Kray, dois dos criminosos mais notórios da História britânica. No entanto, Tom conseguiu o seu terceiro British Independent Film Award pelos mesmos papéis.
Muito melhor recebidos foram os filmes Mad Max: Fury Road, que Tom protagoniza, e The Revenant. O primeiro foi um dos grandes sucessos de bilheteira de 2015, conseguindo gerar 377 milhões de dólares de receita em todo o mundo e dominando as nomeações para os Óscares de 2016 com um total de 10, incluindo para a categoria de Melhor Filme. The Revenant também foi nomeado na mesma categoria e Tom conseguiu a sua primeira nomeação para os Prémios da Academia pelo seu papel de John Fitzgerald, o vilão do filme.
Tom já escreveu dois programas para televisão em parceria com sua amiga, a também atriz Kelly Marcel, e os dois fundaram a companhia de teatro Bad Dog Theatre. Apesar de a equipa ter vendido ambos os programas, nenhum deles foi produzido. Em 2017, deverá estrear na BBC e no FX o primeiro projeto da autoria de Tom Hardy, Taboo, uma minissérie que escreveu em conjunto com o seu pai e Steven Knight, o criador de Peaky Blinders. A minissérie vai levar ao ecrã a história de James Keziah Delaney, um explorador britânico que regressa a Londres depois de passar dez anos na África e descobre que o seu pai lhe deixou um legado misterioso.
Fez sua terceira colaboração com o diretor Christopher Nolan no filme Dunkirk em 2017. Tem como projeto mais uma filme da saga Mad Max, Mad Max: Wasteland.
Em 2018 interpretou o personagem de quadrinhos americanos publicados pela Marvel Comics Eddie Brock / Venom no filme Venom. Protagonizando o personagem em suas duas sequências, Venom: Let There Be Carnage (2021) e Venom: The Last Dance (2024), além de uma aparição especial na cena de meio-créditos do filme Spider-Man: No Way Home (2021).

## Vida pessoal
Hardy se casou com Sarah Ward em 1999, eles se divorciaram em 2004. Ele tem um filho, Louis Thomas Hardy (nascido em 8 de abril de 2008), com a ex-namorada Rachael Speed, assistente de direção da série The Virgin Queen.
Em julho de 2010, se tornou noivo da atriz Charlotte Riley depois de um ano de namoro, eles se conheceram durante as gravações do filme O Morro dos Ventos Uivantes, onde interpretaram os protagonistas Heathcliff e Cathy e em Outubro de 2015 Charlotte deu à luz o primeiro filho do casal, e o segundo filho de Hardy. Em 2012 Tom e Charlotte foram nomeados protetores da Bowel Cancer UK (Organização determinada ao amparo de pessoas portadoras de câncer de intestino).
Hardy lutou contra o alcoolismo e o vício em crack aos seus 20 anos, mas está totalmente sóbrio desde 2002, além disso é um defensor dos direitos dos animais e já protagonizou uma campanha publicitária sobre a adoção de cães promovida pelo grupo PETA (Pessoas pelo Tratamento Ético dos Animais), organização que luta pela preservação animal. O ator costuma resgatar cães abandonados, inclusive é dono de dois cachorros resgatados das ruas:
"Eu amo cães e eu me vejo como um cão de muitas maneiras e tenho afinidade com cachorros, os cães são as criaturas mais surpreendentemente fiéis, que vão sentar e olhar a parede com você durante todo o dia se é isso que você está fazendo e isso é legal, desde que eles se sintam parte da equipe e que são úteis. E eu me sinto dessa forma também" disse o ator  em entrevista ao site Vulture.
Em 16 de novembro de 2018 Hardy foi nomeado Comendador da Ordem do Império Britânico (CBE) por serviços prestados à dramaturgia.

## Filmografia

### Cinema
| Ano  | Título                        | Personagem                                           | Notas |
| ---- | ----------------------------- | ---------------------------------------------------- | --- |
| 2001 | Band of Brothers              | Pfc. John Janovec                                    | Minissérie: 2 episódios |
| 2001 | Black Hawk Down               | Twombly                                              | |
| 2002 | Deserter                      | Pascal Dupont                                        | |
| 2002 | Jornada nas Estrelas: Nêmesis | Praetor Shinzon/Young Jean-Luc Picard                | Indicado - Academy of Science Fiction, Fantasy & Horror Films (Saturn Award) |
| 2002 | Simon: An English Legionnaire |                                                      | |
| 2003 | Dot the I                     | Tom                                                  | |
| 2003 | The Reckoning                 | Straw                                                | |
| 2003 | LD 50 Lethal Dose'            | Matt                                                 | |
| 2004 | Layer Cake                    | Clarkie                                              | |
| 2005 | Batter Up                     |                                                      | Video Short |
| 2005 | Colditz                       | 2nd Lt. Jack Rose                                    | TV |
| 2005 | EMR                           | Henry                                                | |
| 2005 | Elizabeth I: A Rainha Virgem  | Robert Dudley / Robert Dudley, 1st Earl of Leicester | Minissérie: 4 episódios |
| 2006 | Sweeney Todd                  | Matthew                                              | TV |
| 2006 | A for Andromeda               | John Fleming                                         | TV |
| 2006 | Gideon's Daughter             | Andrew                                               | TV |
| 2006 | Minotaur                      | Theo                                                 | |
| 2006 | Marie Antoinette              | Raumont                                              | |
| 2006 | Scenes of a Sexual Nature     | Noel                                                 | |
| 2007 | Flood                         | Zack                                                 | TV |
| 2007 | Stuart: A Life Backwards      | Stuart Shorter                                       | Indicado - British Academy Television Award for Best Actor |
| 2007 | WΔZ                           | Pierre Jackson                                       | |
| 2007 | Cape Wrath                    | Jack Donnelly                                        | Série de televisão: 5 episódios |
| 2007 | The Inheritance               | Dad                                                  | |
| 2007 | Oliver Twist                  | Bill Sikes                                           | Minissérie |
| 2008 | Sucker Punch                  | Rodders                                              | |
| 2008 | RocknRolla                    | Handsome Bob                                         | |
| 2008 | Bronson                       | Charles Bronson / Michael Peterson                   | British Independent Film Award for Best Actor Indicado - London Film Critics Circle Award for British Actor of the Year |
| 2009 | Thick as Thieves              | Michaels                                             | |
| 2009 | Wuthering Heights             | Heathcliff                                           | Minissérie: 2 episódios |
| 2009 | The Take                      | Freddie Jackson                                      | Minissérie: 4 episódios |
| 2010 | A Origem                      | Eames                                                | BAFTA Orange Rising Star Award Scream Award for Best Breakthrough Actor Indicado - Central Ohio Film Critics Association Award for Best Ensemble Indicado - London Film Critics Circle Award for Best British Supporting Actor Indicado - Phoenix Film Critics Society Award for Best Ensemble Indicado - Saturn Award for Best Supporting Actor Indicado - Washington D.C. Area Film Critics Association Award for Best Ensemble |
| 2011 | Warrior                       | Tommy Conlon                                         | Nevada Film Critics Society Award for Best Actor Indicado - Satellite Award for Best Actor – Motion Picture Drama Indicado - Women Film Critics Circle for Best Actor |
| 2011 | Tinker Tailor Soldier Spy     | Ricki Tarr                                           | Indicado - BIFA Award for Best Supporting Actor Indicado - Women Film Critics Circle for Best Actor |
| 2012 | Guerra é Guerra               | Tuck                                                 | |
| 2012 | The Dark Knight Rises         | Bane                                                 | Indicado - Teen Choice Award for Choice Movie Villain Indicado - MTV Movie Award for Best Villain |
| 2012 | Lawless                       | Forrest Bondurant                                    | |
| 2014 | Locke                         | Ivan Locke                                           | |
| 2014 | The Drop                      | Bob Saginowski                                       | |
| 2015 | Child 44                      | Leo Demidov                                          | |
| 2015 | Mad Max: Fury Road            | Max Rockatansky                                      | Venceu - Critics' Choice Movie Awards for Best Actor in an Action Movie |
| 2015 | Legend                        | Reggie Kray / Ron Kray                               | |
| 2015 | The Revenant                  | John Fitzgerald                                      | Indicado - Melhor ator coadjuvante Indicado - Melhor ator coadjuvante |
| 2017 | Taboo                         | James Keziah Delaney                                 | |
| 2017 | Dunkirk                       | Farrier                                              | |
| 2018 | Venom                         | Eddie Brock / Venom                                  | |
| 2020 | Capone                        | Al Capone                                            | |
| 2021 | Venom: Let There Be Carnage   | Eddie Brock / Venom                                  | |
| 2021 | The Matrix Resurrections      | TBA                                                  | |
| 2021 | Spider-Man: No Way Home       | Eddie Brock / Venom                                  | Cena pós-creditos, não creditado |
| 2022 | Morbius                       | Eddie Brock / Venom                                  | Aparição especial |
| 2024 | Venom: The Last Dance         | Eddie Brock / Venom                                  | |

## Prêmios e indicações

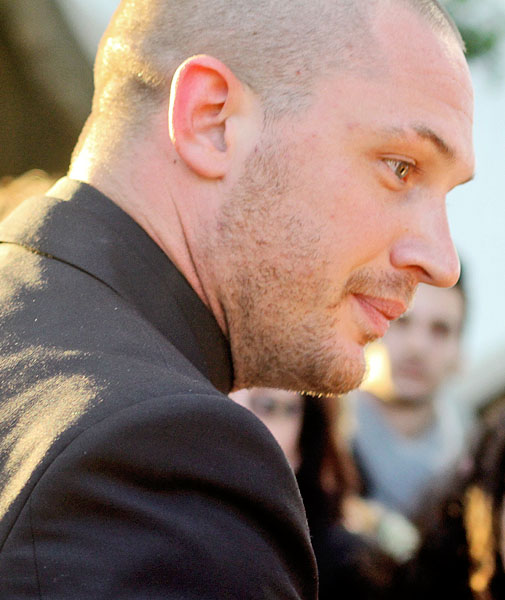
Tom Hardy na premiere em Londres de O Espião que Sabia Demais em 13 de setembro de 2011

| Ano  | Trabalho                                           | Prémio                                                                        | Resultado |
| ---- | -------------------------------------------------- | ----------------------------------------------------------------------------- | --------- |
| 2003 | Star Trek: Nemesis                                 | Melhor Ator Secundário - Saturn Awards                                        | Indicado  |
| 2004 | In Arabia We'd All Be Kings                        | Ator Mais Promissor numa Peça - Prémios Olivier                               | Indicado  |
| 2008 | Stuart: A Life Backwards                           | Melhor Ator - BAFTA TV Awards                                                 | Indicado  |
| 2009 | The Take                                           | Melhor Ator Principal - Crime Thriller Awards                                 | Indicado  |
| 2009 | Bronson                                            | Melhor Ator - British Independent Film Awards                                 | Venceu    |
| 2010 | Bronson                                            | Melhor Ator - Evening Standard British Film Awards                            | Indicado  |
| 2010 | Bronson                                            | Ator Britânico do Ano - London Film Critics' Circle Award                     | Indicado  |
| 2010 | Bronson                                            | Melhor Ator - Village Voice Film Poll                                         | Indicado  |
| 2010 | Inception                                          | Melhor Elenco - Washington D.C. Area Film Critics Association Award           | Indicado  |
| 2010 | Inception                                          | Melhor Elenco - Phoenix Film Critics Society Award                            | Indicado  |
| 2010 | Inception                                          | Ator Revelação (Masculino) - Scream Awards                                    | Venceu    |
| 2011 | Inception                                          | Prémio Estrela em Ascensão - BAFTA                                            | Venceu    |
| 2011 | Inception                                          | Melhor Diálogo num Filme - MTV Movie Awards                                   | Indicado  |
| 2011 | Inception                                          | Equipa Favorita no Ecrã - People's Choice Awards                              | Indicado  |
| 2011 | Inception                                          | Melhor Ator Secundário - Saturn Awards                                        | Indicado  |
| 2011 | Tinker Tailor Soldier Spy                          | Melhor Ator Secundário - British Independent Film Awards                      | Indicado  |
| 2012 | Warrior                                            | Melhor Luta - MTV Movie Awards (Partilhado com Joel Edgerton)                 | Indicado  |
| 2012 | Warrior                                            | Melhor Ator num Filme Dramático - Saturn Awards                               | Indicado  |
| 2012 | Warrior                                            | Melhor Ator num Filme de Ação - Teen Choice Awards                            | Indicado  |
| 2012 | The Dark Knight Rises                              | Melhor Vilão num Filme - Teen Choice Awards                                   | Indicado  |
| 2013 | The Dark Knight Rises                              | Melhor Vilão - MTV Movie Awards                                               | Indicado  |
| 2013 | The Dark Knight Rises                              | Melhor Luta - MTV Movie Awards (partilhado com Christian Bale)                | Indicado  |
| 2013 | Locke                                              | Melhor Ator - British Independent Film Awards                                 | Indicado  |
| 2014 | Locke                                              | Melhor Ator - Los Angeles Film Critics Association Award for Best Actor       | Venceu    |
| 2014 | Locke                                              | Melhor Ator - European Film Awards                                            | Indicado  |
| 2015 | Locke                                              | Ator Britânico do Ano - London Film Critics' Circle                           | Indicado  |
| 2015 | The Drop                                           | Ator Britânico do Ano - London Film Critics' Circle                           | Indicado  |
| 2015 | Legend                                             | Melhor Ator - British Independent Film Awards                                 | Venceu    |
| 2015 | 'T'he Revenant                                     | Melhor Ator Secundário - Dallas-Fort Worth Film Critics Association Awards    | Indicado  |
| 2015 | 'T'he Revenant                                     | Melhor Ator Secundário - Indiana Film Journalists Association Awards          | Indicado  |
| 2015 | 'T'he Revenant                                     | Melhor Ator Secundário - Kansas City Film Critics Circle Awards               | Indicado  |
| 2015 | 'T'he Revenant                                     | Melhor Ator Secundário - Las Vegas Film Critics Society Awards                | Indicado  |
| 2015 | 'T'he Revenant                                     | Melhor Ator Secundário - Phoenix Critics Circle Awards                        | Indicado  |
| 2015 | 'T'he Revenant                                     | Melhor Ator Secundário - Phoenix Film Critics Society Awards                  | Indicado  |
| 2015 | 'T'he Revenant                                     | Melhor Ator Secundário - Washington D.C. Area Film Critics Association Awards | Indicado  |
| 2016 | 'T'he Revenant                                     | Óscar de Melhor Ator Secundário                                               | Indicado  |
| 2016 | 'T'he Revenant                                     | Melhor Ator Secundário - Critics' Choice Movie Award                          | Indicado  |
| 2016 | 'T'he Revenant                                     | Ator Secundário do Ano - London Film Critics' Circle Awards                   | Indicado  |
| 2016 | Mad Max: Fury Road                                 | Melhor Ator num Filme de Ação - Critics' Choice Movie Award                   | Venceu    |
| 2016 | Legend                                             | Ator do Ano - London Film Critics' Circle Awards                              | Indicado  |
| 2016 | Mad Max: Fury Road Legend The Revenant London Road | Ator Britânico do Ano - London Film Critics' Circle Awards                    | Venceu    |